# Ranunculus stewartii
Ranunculus stewartii Riedl – gatunek rośliny z rodziny jaskrowatych (Ranunculaceae Juss.). Występuje endemicznie w północnych Indiach, w stanie Dżammu i Kaszmir. 

## Morfologia
PokrójBylina ryzomowa o lekko owłosionych pędach. Dorasta do 10–20 cm wysokości.
LiścieMierzą 2–4 cm długości oraz 1,5–2,5 cm szerokości. Nasada liścia ma ucięty kształt.
KwiatySą pojedyncze. Pojawiają się na szczytach pędów. Mają żółtą barwę. Dorastają do 23–30 mm średnicy. Mają 5 eliptycznie lancetowatych działek kielicha, które dorastają do 7–8 mm długości. Mają od 5 do 8 owalnych płatków o długości 9–12 mm.
OwoceNagie niełupki o eliptycznym kształcie i długości 1 mm. Tworzą owoc zbiorowy – wieloniełupkę o prawie kulistym.

## Biologia i ekologia
Rośnie na łąkach. Występuje na wysokości od 3400 do 4300 m n.p.m. Kwitnie od sierpnia do września. 